# Circonscription de Larissa
La circonscription de Larissa (en grec Εκλογική περιφέρεια Λάρισας) est une circonscription législative de la Grèce. Elle correspond au territoire du nome de Larissa. Elle compte 250 630 électeurs inscrits en janvier 2015.

Situation de la circonscription de Larissa

## Élections législatives de mai 2012

### Résultats
La circonscription de Larissa élit huit députés en mai 2012. Les élections ont lieu au scrutin proportionnel plurinominal avec prime majoritaire et un seuil de représentation de 3 % des suffrages exprimés au niveau national.
177 281 électeurs se sont exprimés sur 251 714 inscrits, soit un taux de participation de 70,43 %. Parmi les vingt-quatre listes candidates, sept listes obtiennent au moins un siège dans la circonscription.
| Rang | Liste                              | Nombre de voix | Pourcentage des voix | Nombre de sièges |
| ---- | ---------------------------------- | -------------- | -------------------- | ---------------- |
| 1    | Nouvelle Démocratie                | +36 399,       | 21,05 %              | 2                |
| 2    | Mouvement socialiste panhellénique | +24 658,       | 14,26 %              | 1                |
| 3    | SYRIZA                             | +24 429,       | 14,13 %              | 1                |
| 4    | Parti communiste de Grèce          | +18 991,       | 10,98 %              | 1                |
| 5    | Grecs indépendants                 | +16 990,       | 9,83 %               | 1                |
| 6    | Gauche démocrate                   | +10 948,       | 6,33 %               | 1                |
| 7    | Aube dorée                         | +10 460,       | 6,05 %               | 1                |

### Députés

#### Nouvelle Démocratie
La liste de la Nouvelle Démocratie est en tête et obtient deux sièges.
| Rang | Nom                   | Nombre de voix |
| ---- | --------------------- | -------------- |
| 1    | Máximos Charakópoulos | +19 033,       |
| 2    | Chrístos Kéllas       | +11 187,       |

#### Mouvement socialiste panhellénique
La liste du Mouvement socialiste panhellénique est deuxième et obtient un siège.
| Rang | Nom                 | Nombre de voix |
| ---- | ------------------- | -------------- |
| 1    | Fílippos Sachinídis | +11 021,       |

#### SYRIZA
La liste de la SYRIZA est troisième et obtient un siège.
| Rang | Nom       | Nombre de voix |
| ---- | --------- | -------------- |
| 1    | Iró Dióti | +07 505,       |

#### Parti communiste de Grèce
La liste du Parti communiste de Grèce est quatrième et obtient un siège.
| Rang | Nom                 | Nombre de voix |
| ---- | ------------------- | -------------- |
| 1    | Geórgios Lambroúlis | +10 081,       |

#### Grecs indépendants
La liste des Grecs indépendants est cinquième et obtient un siège.
| Rang | Nom           | Nombre de voix |
| ---- | ------------- | -------------- |
| 1    | Chrístos Zóis | +09 029,       |

#### DIMAR
La liste de la DIMAR est sixième et obtient un siège.
| Rang | Nom            | Nombre de voix |
| ---- | -------------- | -------------- |
| 1    | Thomas Psyrras | +02 060,       |

#### Aube dorée
La liste d'Aube dorée est septième et obtient un siège.
| Rang | Nom                         | Nombre de voix |
| ---- | --------------------------- | -------------- |
| 1    | Chryssovalandis Alexopoulos | +04 179,       |

## Élections législatives de juin 2012

### Résultats
La circonscription élit huit députés en juin 2012. Les sièges sont répartis à l'issue d'un scrutin proportionnel plurinominal avec prime majoritaire entre les listes ayant obtenu au moins 3 % des suffrages exprimés au niveau national.
166 649 électeurs se sont exprimés sur 251 568 inscrits, soit un taux de participation de 66,24 %. Parmi les dix-sept listes candidates, six listes obtiennent au moins un siège dans la circonscription.
| Rang | Liste                              | Nombre de voix | Pourcentage des voix | Nombre de sièges |
| ---- | ---------------------------------- | -------------- | -------------------- | ---------------- |
| 1    | Nouvelle Démocratie                | +50 254,       | 30,37 %              | 2                |
| 2    | SYRIZA                             | +41 439,       | 25,12 %              | 2                |
| 3    | Mouvement socialiste panhellénique | +21 063,       | 12,77 %              | 1                |
| 4    | Grecs indépendants                 | +11 751,       | 7,12 %               | 0                |
| 5    | Aube dorée                         | +10 729,       | 6,50 %               | 1                |
| 6    | Parti communiste de Grèce          | +10 286,       | 6,24 %               | 1                |
| 7    | Gauche démocrate                   | +09 545,       | 5,79 %               | 1                |

### Députés

#### Nouvelle Démocratie
La liste de la Nouvelle Démocratie est en tête et obtient deux sièges.
| Rang | Nom                   |
| ---- | --------------------- |
| 1    | Máximos Charakópoulos |
| 2    | Chrístos Kéllas       |

#### SYRIZA
La liste de la SYRIZA est deuxième et obtient deux sièges.
| Rang | Nom              |
| ---- | ---------------- |
| 1    | Iró Dióti        |
| 2    | Dimitris Gelalis |

#### Mouvement socialiste panhellénique
La liste du Mouvement socialiste panhellénique est troisième et obtient un siège.
| Rang | Nom                 |
| ---- | ------------------- |
| 1    | Fílippos Sachinídis |

#### Aube dorée
La liste d'Aube dorée est cinquième et obtient un siège.
| Rang | Nom                         |
| ---- | --------------------------- |
| 1    | Chryssovalandis Alexopoulos |

#### Parti communiste de Grèce
La liste du Parti communiste de Grèce est sixième et obtient un siège.
| Rang | Nom                 |
| ---- | ------------------- |
| 1    | Geórgios Lambroúlis |

#### DIMAR
La liste de la DIMAR est septième et obtient un siège.
| Rang | Nom            |
| ---- | -------------- |
| 1    | Thomas Psyrras |

## Élections législatives de janvier 2015

### Résultats
La circonscription de Larissa élit huit députés en janvier 2015. Les sièges sont répartis à l'issue d'un scrutin proportionnel plurinominal avec prime majoritaire entre les listes ayant obtenu au moins 3 % des suffrages exprimés au niveau national.
173 784 électeurs se sont exprimés sur 250 630 inscrits, soit un taux de participation de 69,34 %. Parmi les dix-sept listes candidates, six listes obtiennent au moins un siège dans la circonscription.
| Rang | Liste                              | Nombre de voix | Pourcentage des voix | Nombre de sièges |
| ---- | ---------------------------------- | -------------- | -------------------- | ---------------- |
| 1    | SYRIZA                             | +61 438,       | 36,14 %              | 2                |
| 2    | Nouvelle Démocratie                | +46 150,       | 27,15 %              | 2                |
| 3    | Parti communiste de Grèce          | +11 787,       | 6,93 %               | 1                |
| 4    | Aube dorée                         | +10 957,       | 6,45 %               | 1                |
| 5    | La Rivière                         | +09 764,       | 5,74 %               | 1                |
| 6    | Mouvement socialiste panhellénique | +07 628,       | 4,49 %               | 0                |
| 7    | Grecs indépendants                 | +07 342,       | 4,32 %               | 1                |

### Députés
La répartition des sièges au sein de chaque liste élue dépend du nombre de voix obtenues individuellement par chaque candidat, suivant le système du vote préférentiel. Dans la circonscription de Larissa, les listes peuvent comporter jusqu'à onze candidats. Les électeurs peuvent exprimer un vote préférentiel pour un maximum de trois candidats sur la liste pour laquelle ils votent.

#### SYRIZA
La liste de la SYRIZA est en tête et obtient deux sièges.
| Rang | Nom         | Nombre de voix |
| ---- | ----------- | -------------- |
| 1    | Anna Vagena | +19 295,       |
| 2    | Iró Dióti   | +18 627,       |

#### Nouvelle Démocratie
La liste de la Nouvelle Démocratie est deuxième et obtient deux sièges.
| Rang | Nom                  | Nombre de voix |
| ---- | -------------------- | -------------- |
| 1    | Maximos Harakopoulos | +22 088,       |
| 2    | Christos Kellas      | +18 733,       |

#### Parti communiste de Grèce
La liste du Parti communiste de Grèce est troisième et obtient un siège.
| Rang | Nom                 | Nombre de voix |
| ---- | ------------------- | -------------- |
| 1    | Georgios Lambroulis | +06 635,       |

#### Aube dorée
La liste d'Aube dorée est quatrième et obtient 1 siège.
| Rang | Nom                            | Nombre de voix |
| ---- | ------------------------------ | -------------- |
| 1    | Despina Sveroni-Chondronassiou | +03 640,       |

#### La Rivière
La liste de La Rivière est cinquième et obtient un siège.
| Rang | Nom                    | Nombre de voix |
| ---- | ---------------------- | -------------- |
| 1    | Konstantinos Bargiotas | +03 762,       |

#### Grecs indépendants
La liste des Grecs indépendants est septième et obtient un siège.
| Rang | Nom                | Nombre de voix |
| ---- | ------------------ | -------------- |
| 1    | Vassilios Kokkalis | +07 342,       |